# Sulky

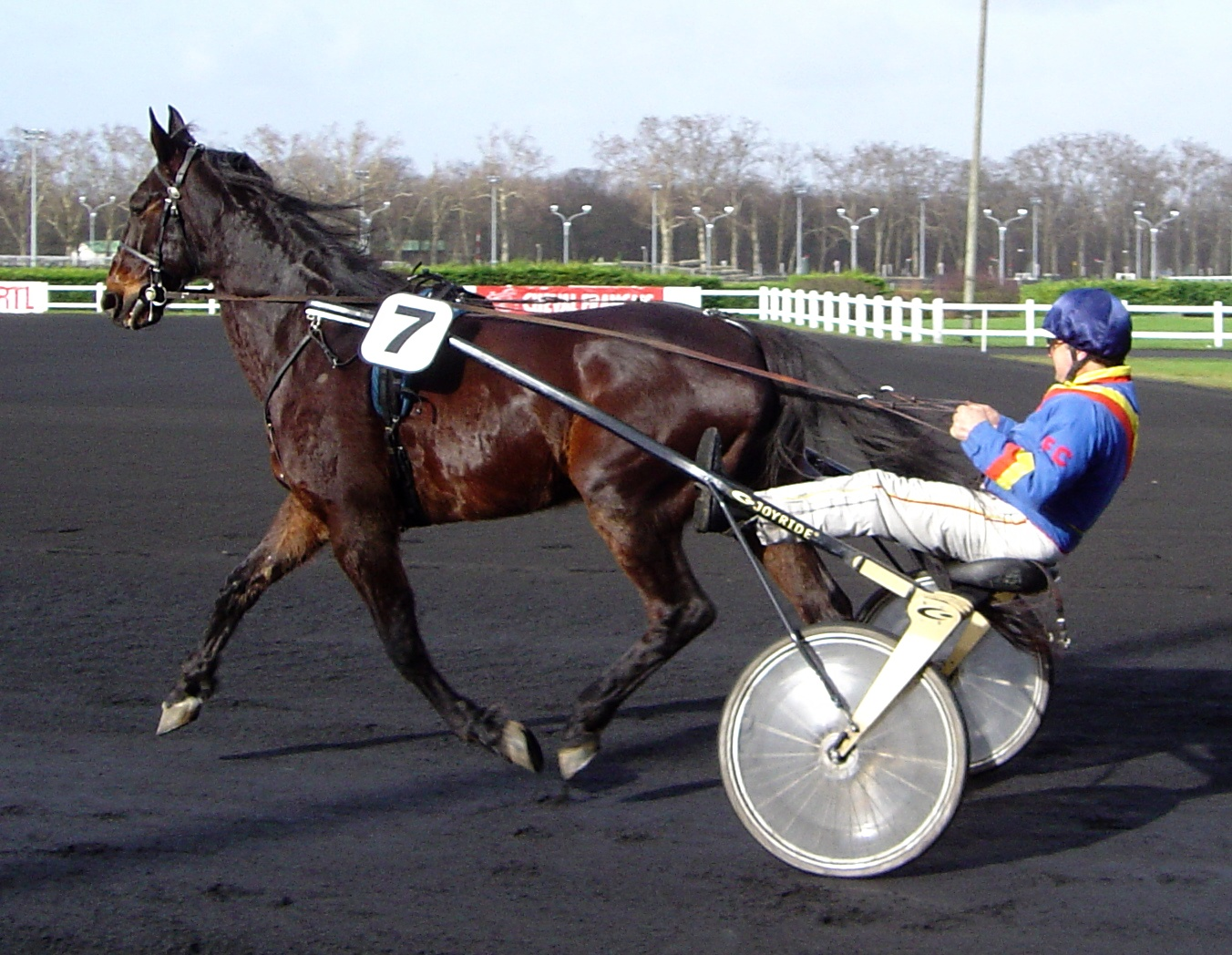
Travkusk i sulky.

En sulky är en mycket lätt tvåhjulig kärra med plats för endast en person. Den används inom travsporten, där kusken sitter i sulkyn som dras av hästen. Kärran väger inte mer än 25 kg. Det ledande materialet är stål. Fästet som placeras över hästens rygg väger ca 4 kg. Det har också en vadderad kudde längs hela ryggen för att inte hästen ska få skavsår. En sulky måste vara så lätt som möjligt så att hästens fart inte sinkas av tyngden. En sulky som är byggd för hand tar ungefär en arbetsvecka att bygga.
Olika sulkyalternativ är speedcarts, långsulky och rochards, där det även kan finnas plats för två.